# Zajci
Zajci (en italien : Zaici) est une localité de Croatie située en Istrie, dans la municipalité de Pićan, dans le comitat d'Istrie. En 2001, la localité comptait 282 habitants.

## Démographie
| 1948 | 1953 | 1961 | 1971 | 1981 | 1991 | 2001 |
| ---- | ---- | ---- | ---- | ---- | ---- | ---- |
| 328  | 328  | 324  | 285  | 297  | 268  | 282  |